# Ty 9785
Ty 9785 – przemysłowy parowóz wąskotorowy – tendrzak na tor o rozstawie szyn 1000 mm, o układzie osi C, zbudowany w 1921 roku w niemieckich zakładach Orenstein & Koppel (numer 9785). Używany w Polsce na kolei Cukrowni Gryfice, zachowany do celów muzealnych.

## Historia
Parowóz został zbudowany we wrześniu 1921 roku w podberlińskiej firmie Orenstein & Koppel i zakupiony przez niemiecką cukrownię Sobbowitz (Sobowidz, ówczesne Wolne Miasto Gdańsk). Początkowo był przeznaczony na tor o rozstawie 780 mm i służył do obsługi kolei buraczanej cukrowni. Służył pod numerem fabrycznym 9785 przyjętym jako numer taborowy.
Po II wojnie światowej parowóz znalazł się na tzw. Ziemiach Odzyskanych i został przejęty przez Cukrownię Gryfice. W latach 1947–1949 w warsztatach cukrowni został wyremontowany i przebudowany na tor szerokości 1000 mm. Służył do transportu wewnętrznego cukrowni oraz obsługi punktu zdawczo-odbiorczego z bocznicy cukrowni na sieć PKP.
W 1972 roku zakończono eksploatację parowozu, po czym 12 czerwca 1979 został przekazany Muzeum Kolejnictwa w Warszawie i od tej pory jest eksponowany w skansenie w Gryficach. Obecne oznaczenie Ty 9785 pochodzi od numeru fabrycznego i symbolu tendrzaków o układzie osi C według przepisów PKP. W 2009 roku podczas remontu zrekonstruowano całkowicie skorodowaną budkę maszynisty i otulinę kotła.

## Konstrukcja
Wąskotorowy tendrzak o układzie osi C, z dwucylindrowym silnikiem bliźniaczym na parę nasyconą (C1n2t). Budka maszynisty była otwarta po bokach, z niskimi drzwiczkami. Skrzynia wodna wewnątrz ostoi mieściła 1,7 m³ wody, skrzynia węglowa w budce – 0,6 t węgla.
Kocioł był płomieniówkowy, z miedzianą skrzynią ogniową, w latach 50. zamienioną podczas naprawy w ZNTK w Nowym Sączu na stalową. Na walczaku kotła umieszczony wysoki zbieralnik pary, w którym znajdowała się zaworowa przepustnica pary z napędem wewnętrznym. Na zbieralniku znajdowały się dwa zawory bezpieczeństwa typu Orenstein. Za zbieralnikiem pary na walczaku kotła była piasecznica o napędzie ręcznym, podająca piasek pod środkową oś. Zasilanie w wodę zapewniały dwa inżektory ssąco-tłoczące typu Schau (60 l/min każdy). Armatura kotła była niemiecka, z wodowskazem rurkowym i kranami probierczymi. Komin rozszerzający się kielichowato (typowy dla parowozów Orenstein & Koppel), z odiskiernikiem wewnątrz. Dymnica z okrągłymi drzwiami, zamykanymi na zamek centralny z pokrętłem.
Ostoja była blachownicowa, wewnętrzna, o grubości ostojnic 14 mm, usprężynowana od góry z 3 punktami podparcia. Trzy osie wiązane zamontowane były sztywno (stały rozstaw osi 1600 mm, między osiami 800 mm). Nacisk na oś wynosił 4,1 t. Parowóz mógł pokonywać łuki o promieniu 35 m.
Lokomotywa wykorzystywała bliźniaczy silnik parowy, z suwakami płaskimi. Napęd od silnika przenoszony był na trzecią oś wiązaną, poprzez jednoprowadnicowe krzyżulce. Parowóz posiadał mechanizm parorozdzielczy Heusingera z podwieszonym wodzidłem suwakowym patentu Orenstein & Koppel i nawrotnicą dźwigniową. Hamulce: parowy i ręczny dźwigniowy działały na wspólny wał hamulcowy, a poprzez niego na skrajne osie. Oświetlenie parowozu naftowe. Parowóz wyposażony był w zderzaki centralne ze sprzęgiem orczykowym, a ponadto haki cięgłowe z łącznikami śrubowymi pod zderzakami, w celu umożliwienia współpracy z taborem kolei pomorskich.